# Sible Schöne
Sible Schöne (1952) was een Nederlands anti-kernenergieactivist en oprichter en voormalig directeur van het Stichting HIER-klimaatbureau.

## Loopbaan
Schone studeerde wiskunde in Nijmegen aan de Radboud Universiteit. Hij zette zich daar in voor meer aandacht voor de maatschappelijke aspecten van de natuurwetenschappen en was actief in de studentenbeweging. Vanuit deze betrokkenheid ging hij zich bezig houden met de strijd tegen kernenergie en voor duurzame energie. Na een belangrijke rol in de Nijmeegse en Nederlandse kernenergiebeweging te hebben gespeeld, was hij werkzaam bij Milieudefensie en van 1992 tot 2005 bij het Nederlandse Wereldnatuurfonds als hoofd van het klimaatprogramma van deze natuurorganisatie.
Na zijn loopbaan bij het Wereldnatuurfonds richtte hij stichting Hier Opgewekt op en bleef daarvan tot 1 november 2018 directeur.

## Bijdragen
Schöne heeft zich als onafhankelijke denker binnen de energiebeweging ingezet voor oplossingen die anderen binnen deze beweging niet altijd erg waardeerden. Zo heeft hij zich als zoon van een fabrieksbouwer nooit verzet tegen de industrie en zelfs gepleit voor en gewerkt aan actieve  betrokkenheid van bedrijven bij het oplossen van het energieprobleem.
Ook is hij voorstander van het gebruik van biomassa als energiebron en opslag van {\displaystyle {\ce {CO2}}}, twee eveneens weinig populaire opvattingen binnen de energie- en milieubeweging.
Om de burger meer bij de energietransitie te betrekken kwam hij met nieuwe ideeën, zoals klimaatfeesten in straten en buurten; daarnaast propageerde hij groene stroom voor burgers en deed voorstellen om dit fiscaal aantrekkelijker te maken. Ook kwam hij met de zeer zuinige Pandawoningen en speelde een belangrijke rol bij de ontwikkeling van energiecoöperaties.

## Kernenergie
Ook na de periode waarin hij een van de belangrijke pilaren binnen de kernenergiebeweging was, is hij zich blijven verzetten tegen deze vorm van energie. Zijn belangrijkste argumenten zijn en waren dat van kerncentrales in de huidige vorm nooit veiligheid gegarandeerd kan worden, het afvalprobleem niet opgelost is en dat ze onvoldoende flexibel zijn als aanvulling op duurzame energiebronnen.
- Nederlandse Thesaurus van Auteursnamen: 070659869
- Virtual International Authority File: 282893674
- WorldCat: E39PCjrFtKcMVtWWCJwH3YvwP3